# Реддебер
Реддебер (нем. Reddeber) — деревня в Германии, в земле Саксония-Анхальт, входит в район Гарц, и подчиняется городскому округу Вернигероде.
Население составляет 880 человек (на 31 декабря 2008 года). Занимает площадь 4,76 км².

## История
Первое упоминание о местечке Rudiburgi относится к 936 году, но датой основания считается 955 год, при правлении Оттона I. Празднования 1000 и 1050-летий поселения, проходили в 1955 и 2005 годах.
1 января 2010 года Реддебер, вместе с другими близлежащими поселениями, были объединены в городской округ Вернигероде, а управление Нордхарц было упразднено.

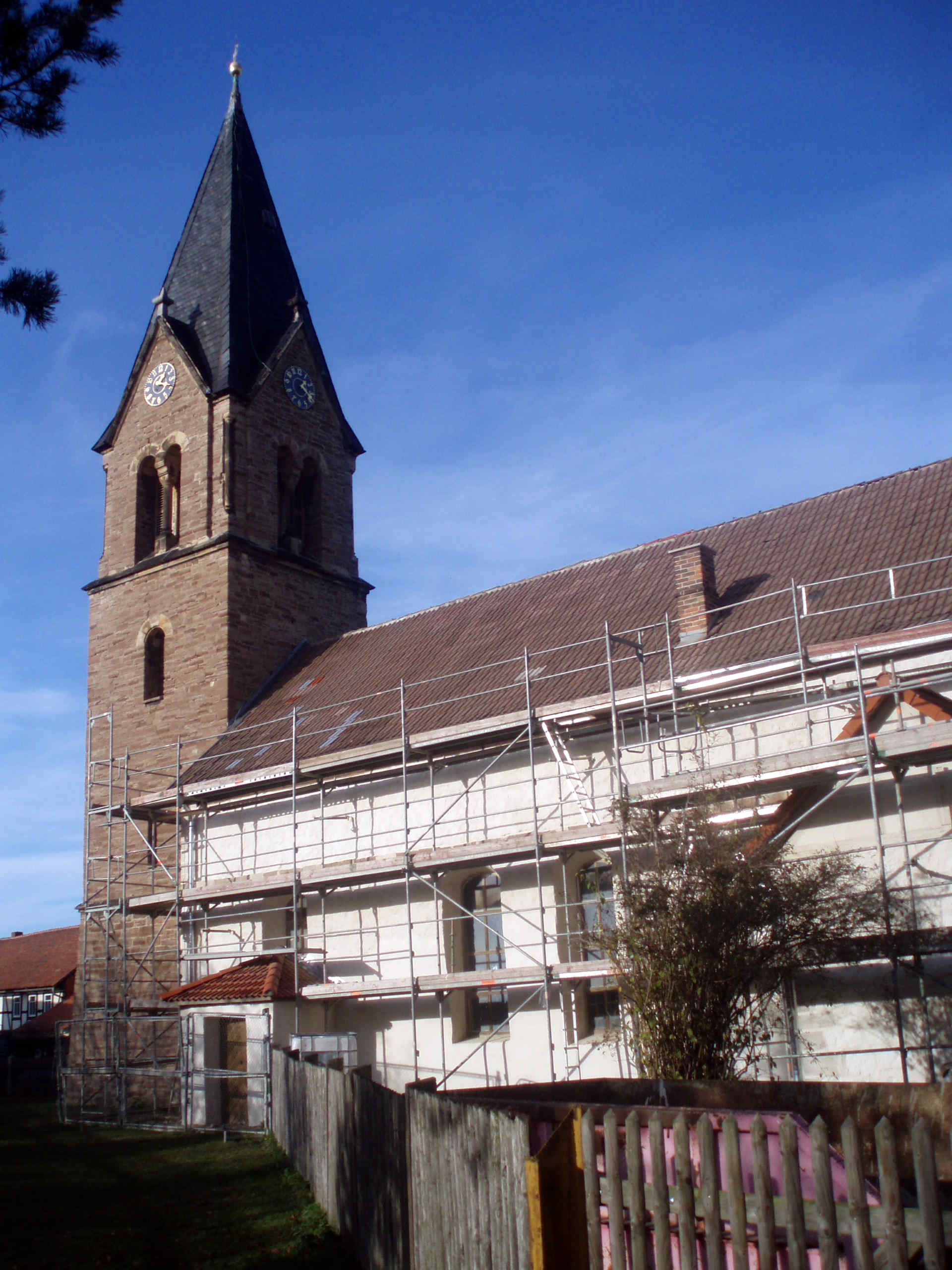
Церковь в Реддебере